# Sélénoprotéine P
La sélénoprotéine P est une sélénoprotéine ayant un rôle de transport du sélénium ainsi qu'une activité antioxydante. Son gène est le SEPP1 situé sur le Chromosome 5 humain.

## Structure
Son extrémité C-terminal comprend plusieurs sélénocystéine.

## Rôles
Elle permet le transport et la délivrance du sélénium dans les différents tissus.
Son extrémité N-terminal a des propriétés d'oxydase, agissant sur la réponse inflammatoire du stress oxydatif.
Elle intervient dans la stabilisation du génome et la régulation des cellules souches.

## En médecine
Certains variants du gène semblent corrélés avec un risque augmenté de survenue d'un cancer colorectal ou de la prostate.
Le taux sanguin de cette protéine est abaissé en cas de maladie de Crohn.